# 이혜숙 (과학자)
이혜숙(1948년~)은 대한민국의 과학자로 한국여성과학기술인지원센터의 초대 소장을 지냈으며, 이화여자대학교 명예교수이며, 한국여성과학기술단체총연합회 수석연구원이다.

## 학력
1971년 이화여자대학교에서 수학 학사 학위를, 1974년 캐나다 The University of British Columbia에서 이학석사 학위(M.Sc.)를, 1978년 캐나다 Queens' University에서 박사 학위(Ph.D.)를 취득했다.

## 경력
- 2014. 03 – 현재 이화여대 명예교수
- 2017. 03 – 2019. 02 한동대학교 WISE-UP 석좌교수
- 2012 – 2018 KAIST 이사
- 1980. 03 – 2014. 02 이화여자대학교 수학과 교수 (조교수, 부교수)
- 2013. 09 – 2014. 08 국가과학기술자문위원(위원장: 대통령)
- 2010. 10 – 2012. 01 국가과학기술위원
- 2011. 01 – 2016. 03 (재)한국여성과학기술인지원센터 소장
- 2006. 01 – 2007. 12 한국여성과학기술단체총연합회 회장
- 2002 – 2010 WISE 거점센터소장

## 수상
- 2016 삼성행복대상 창조상
- 2007 제56회 서울특별시 문화상 자연과학분야
- 2003 제3회 올해의 여성과학자상 진흥상

## 저역서
- 《내일의 마리 퀴리를 기다리며》 (경문사) 2008년 8월 ISBN 9788961051460